# 客庄內
客庄內，是臺灣臺南市白河區的一個傳統地域名稱，位於該區中西部。相較於今日行政區，其範圍大致包括庄內里不含東端及西端、外角里。
本地區境內主要聚落為客庄內。

## 歷史
台灣日治初期，客庄內地區為一街庄，稱為「客庄內庄」（舊制街庄），隸屬於下茄苳南堡。該庄昔日北邊及東邊北段與埤仔頭庄為鄰，東邊南段及南邊隔白水溪與糞箕湖庄為鄰，西邊為店仔口街。
1901年（日治明治三十四年）11月11日，全台廢縣廳改設二十廳，該庄隸屬於鹽水港廳。1904年（明治三十七年）4月1日，該庄編入「店仔口區」，隸屬於鹽水港廳。1906年（明治三十九年）4月1日，鹽水港廳內管轄區域調整，該庄仍隸屬於「店仔口區」。1909年（明治四十二年）10月25日，全台合併二十廳為十二廳，店仔口區改隸屬於嘉義廳。1920年（大正九年）10月1日，全台地方制度大改正，廢十二廳改設五州二廳，該庄改制為「客庄內」大字，隸屬於臺南州新營郡白河庄（新制街庄）。1943年10月，白河庄升格為白河街。
戰後白河街改制為白河鎮，隸屬於臺南縣，大字亦改制為里。1950年（民國39年）10月25日，雲、嘉、南分治，白河鎮仍隸屬於臺南縣。2010年（民國99年）12月25日，臺南縣、市合併為直轄臺南市，白河鎮改制為白河區。

## 聚落
本地區發展較早的聚落為客庄內，在日治期初期的官方地圖上已有記載。

## 交通
國道3號又稱「福爾摩沙高速公路」，是貫穿臺灣西部的兩條縱向高速公路之一，經過本地區東北角，並在東南側境外不遠處的市道172號交會處設有白河交流道，由此可快速前往國道3號沿線各地。
市道165號是後庄至官田的道路，經過本地區西北部。由該道路北行可前往嘉義縣水上鄉東部、中埔鄉西部下六地區的後庄，並止於省道台18線路口；南行繞過白河市區西側可前往東山區、六甲區、官田區，並止於省道台1線路口。
區道南94線是白河至林仔內的道路，其西側端點（起點）位於本地區西部略偏南的邊界地帶。

## 學校
- 白河商工（東側一小部分，其餘位於本地區西鄰白河地區境內）